# Chelonus acutigaster
Chelonus acutigaster är en stekelart som beskrevs av Mccomb 1968. Chelonus acutigaster ingår i släktet Chelonus och familjen bracksteklar. Inga underarter finns listade i Catalogue of Life.